# Jakub Petružálek
Jakub Petružálek (ur. 24 kwietnia 1985 w Litvínovie) – czeski hokeista, reprezentant Czech, trener.
Hobbystycznie w dziedzinie muzyki dyskotekowej działa jako DJ Jakko.

## Kariera
- HC Litvínov (2000–2004)
  -  SK HC Baník Most (2004)
- Ottawa 67’s (2004–2005)
- HC Litvínov (2005)
- Barrie Colts (2005−2006)
- Charlotte Checkers (2006)
- Hartford Wolf Pack (2006)
- Albany River Rats (2006–2009)
- Carolina Hurricanes (2009)
- Lukko (2009–2011)
- Amur Chabarowsk (2011–2013)
  -  Dinamo Moskwa (2013)
- Ak Bars Kazań (2013–2014)
- Awtomobilist Jekaterynburg (2014)
- HC Litvínov (2014–2015)
- Örebro HK (2015)
- Dinamo Moskwa (2015–2016)
- HC Oceláři Trzyniec (2016−2018)
- HC Litvínov (2018–2021)

Wychowanek HC Litvínov. Od maja 2009 roku zawodnik Lukko. W maju 2011 został graczem Amura Chabarowsk. W maju 2012 roku przedłużył kontrakt z tym klubem o dwa lata, jednak w styczniu 2013 został przekazany do Dinama Moskwa. W fazie play-off był najskuteczniejszym zawodnikiem Dinama i wraz z drużyną zdobył Puchar Gagarina. Zobowiązał się, że po sezonie powróci do gry w Amurze. Od 1 maja 2013 jest ponownie zawodnikiem Amur. 30 grudnia odszedł z Amuru i został zawodnikiem Ak Barsu Kazań. Od maja do listopada 2014 zawodnik Awtomobilista Jekaterynburg. Od listopada 2014 zawodnik macierzystego HC Litvínov. Od sierpnia do grudnia 2015 zawodnik Örebro HK. Od grudnia 2015 do stycznia 2016 ponownie zawodnik Dinama Moskwa. W połowie 2016 został zawodnikiem HC Oceláři Trzyniec. Od maja 2018 ponownie zawodnik HC Litvínov. Z końcem kwietnia 2021 odszedł z klubu.
Uczestniczył w turnieju mistrzostw świata w 2012, 2014.
W sierpniu 2021 ogłoszono zakończenie przez niego kariery zawodniczej i podjęcie pracy trenera młodzieży w macierzystym klubie.

## Sukcesy
Reprezentacyjne
- Brązowy medal mistrzostw świata juniorów do lat 20: 2005
- Brązowy medal mistrzostw świata: 2012

Klubowe
- Bobby Orr Trophy: 2005 z Ottawa 67’s
- Brązowy medal mistrzostw Finlandii: 2011 z Lukko
- Złoty medal mistrzostw Rosji: 2013 z Dinamem Moskwa
- Puchar Gagarina: 2013 z Dinamem Moskwa
- Złoty medal mistrzostw Czech: 2015 z HC Litvínov
- Srebrny medal mistrzostw Czech: 2015, 2018

Indywidualne
- OHL (2004/2005):
  - Pierwsze miejsce w klasyfikacji asystentów wśród pierwszoroczniaków: 40 asyst
  - Pierwsze miejsce w klasyfikacji kanadyjskiej wśród pierwszoroczniaków: 63 punkty
- SM-liiga (2010/2011):
  - Pierwsze miejsce w klasyfikacji strzelców w fazie play-off: 9 goli[20]
  - Trzecie miejsce w klasyfikacji kanadyjskiej w fazie play-off: 14 punktów[21]
- KHL (2011/2012):
  - Mecz Gwiazd KHL
- KHL (2012/2013):
  - Mecz Gwiazd KHL[22]
  - Trzecie miejsce w klasyfikacji strzelców w fazie play-off: 9 goli
  - Trzecie miejsce w klasyfikacji kanadyjskiej w fazie play-off: 16 punktów
- KHL (2013/2014):
  - Mecz Gwiazd KHL[23]